# Adoratrici del Preziosissimo Sangue

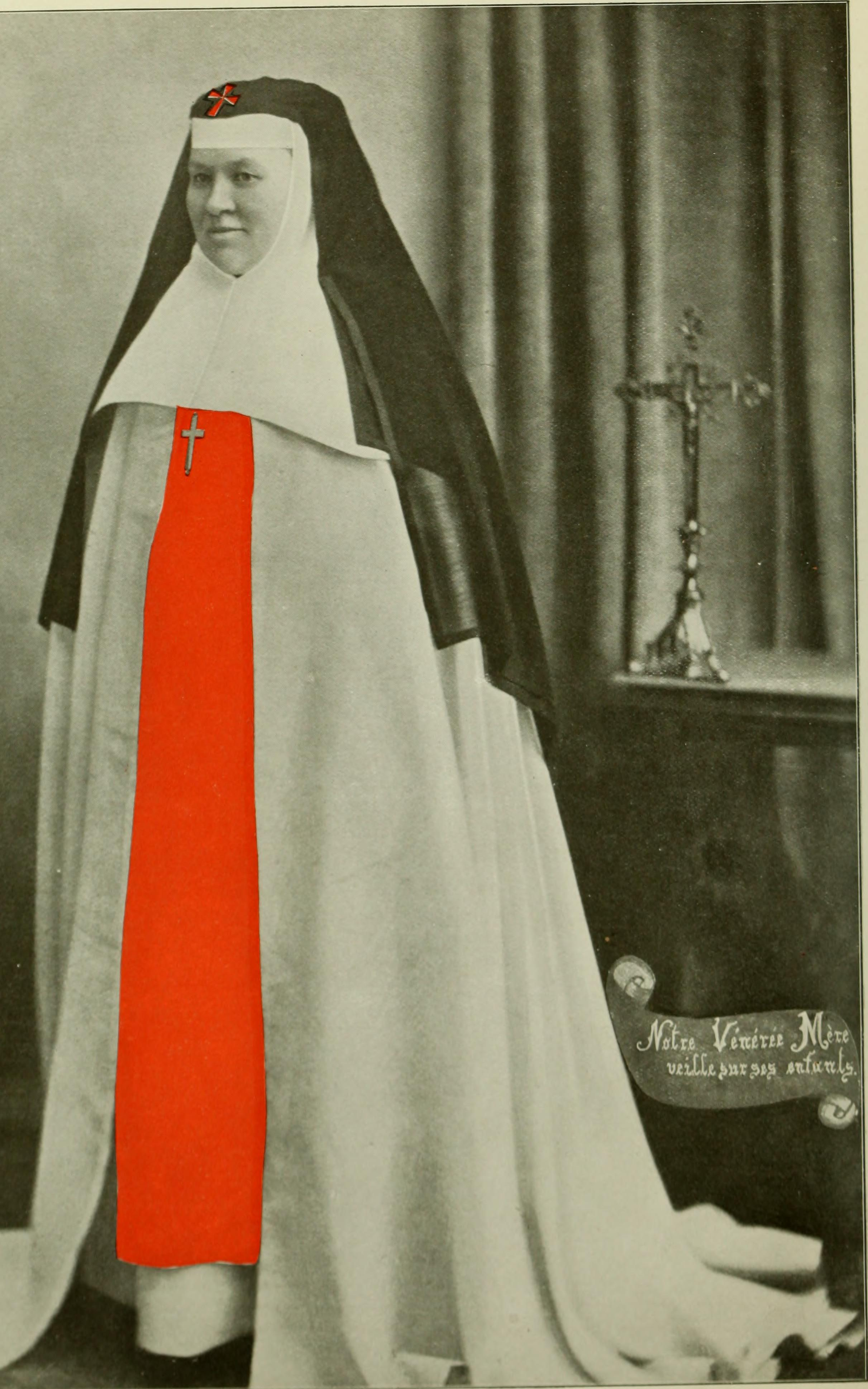
Aurélie Caouette (in religione, Caterina Aurelia del Preziosissimo Sangue), fondatrice dell'istituto

Le Adoratrici del Preziosissimo Sangue (in inglese Adorers of the Precious Blood) sono un istituto religioso femminile di diritto pontificio con case autonome.

## Storia
L'istituto deriva dalla fondazione fatta il 14 settembre 1861 a Saint-Hyacinthe, in Québec, da Aurélie Caouette: terziaria domenicana dal 1854, non trovando una famiglia religiosa che corrispondesse alla sua vocazione, diede inizio a una comunità contemplativa interamente consacrata all'adorazione e alla glorificazione del sangue di Cristo.
Le Adoratrici del Preziosissimo Sangue si diffusero rapidamente e, già alla morte della fondatrice (1905), esistevano 6 monasteri in Canada, 3 negli Stati Uniti d'America e uno a Cuba.
Nel 1969 sette monasteri statunitensi si unirono in una federazione, che nel 1970 tenne il primo capitolo generale.
Le case canadesi diedero invece origine a due congregazioni centralizzate di suore con casa generalizia a London (per le religiose di lingua inglese) e a Saint-Hyacinthe (per le religiose di lingua francese).

## Attività e diffusione
Le religiose conducono una vita interamente contemplativa e osservano la clausura papale.
Tutti i loro monasteri sono negli Stati Uniti d'America (Maine, New Hampshire, New York).
Alla fine del 2015 le Adoratrici del Preziosissimo Sangue contavano 5 monasteri e 45 religiose.